# Auto de los Reyes Magos

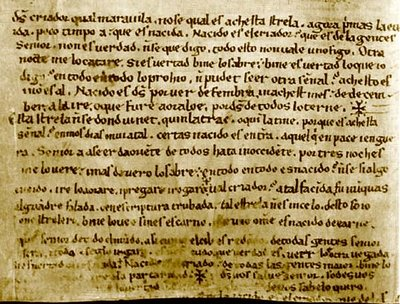
Página del códice toledano en que comienza el Auto de los Reyes Magos.

Auto de los Reyes Magos, también conocido como Adoración de los reyes magos, es una primitiva pieza dramática toledana, escrita probablemente en el siglo XII según se deduce de la letra. Fue encontrada en un códice en la biblioteca del Cabildo catedralicio de Toledo por el canónigo don Felipe Fernández Vallejo, y actualmente se conserva en la Biblioteca Nacional de España. El título se lo dio en 1900 el filólogo Ramón Menéndez Pidal. Se considera la primera obra teatral castellana y española.

## El texto
Se conservan 147 versos aproximadamente de diversa métrica (polimétricos) que constituyen un texto incompleto. La asignación de los parlamentos a cada uno de los reyes es problemática pues el texto está escrito en un continuo como si fuera un texto en prosa, sin separación gráfica. Solo unas marcas sobre el texto dividen los parlamentos. En el mismo códice se encuentran comentarios sobre textos bíblicos y en dos folios se copia la representación.

## La historia
La adoración de los Reyes aparece ya en el Evangelio de San Mateo aunque ahí se habla solo de sabios sin referencia al número ni a sus nombres. Estos magos mutan en reyes en Tertuliano (160-245) y Prudencio para generalizarse en el S XI. Este auto no refiere el dato de ser reyes pues los define como steleros, aficionados al estudio de las estrellas. El hecho de que sean tres los reyes va asociado a que sean tres los dones y a las supuestas reliquias conservadas en Colonia. Por supuesto es importante también la asimilación a la Trinidad, muy frecuente en la literatura medieval.
Los nombres de los reyes proceden del Evangelio Armenio de la Infancia y son frecuentes en otros textos españoles de la época. Uno de los aspectos más comentados es lo que se ha dado en llamar la duda de los reyes, así, el texto se relaciona con Evangelios de la Infancia apócrifos franceses donde aparece la ofrenda de regalos diversos para probar la divinidad del recién nacido.

"Si fuese rey de terra , el oro querá
si fure omne mortal, la mir[r]a tomará
si rei celestial, estos dos dexará
tomará el encenso quel[e] pertenecerá"

La obra toma por tanto elementos de la tradición ampliamente divulgados junto con otros de difusión más reducida (la duda) y otros de plena originalidad como la disputa de los escribas.
Este teatro románico, relacionado con el Ordo stellae, está considerado como un drama litúrgico, que ampliaba al oficio sacro que representaban los clérigos, normalmente en este caso, en la catedral de Toledo en la época de la Navidad.

## Argumento

Rogier van der Weyden: Tríptico de la Epifanía (El Altar Middelburg o "tríptico Bladelin", hacia 1450), en la Gemäldegalerie de Berlín.

El episodio escenificado describe a los 'reyes' Melchor, Gaspar, y Baltasar siguiendo la estrella en su viaje a Belén y su visita al rey Herodes. Pese a la inexistencia de acotación escénica de ninguna clase la representación se suele dividir en cinco escenas. La primera son tres monólogos simétricos en el que los steleros debaten sobre el hallazgo de una nueva estrella y su posible significado. La segunda escena presenta a los magos que deciden emplear los regalos para averiguar la verdadera naturaleza del infante. La escena tercera muestra a los magos visitando el palacio de Herodes que promete adorar también al niño. Después (escena IV) viene un monólogo de Herodes que teme el nacimiento del nuevo rey y hace llamar a sus sabios para que debatan sobre lo ocurrido. Finalmente Herodes debate con esos sabios y se interrumpe la obra en esta quinta escena.
La obra muestra el interés del autor por acercar la trama al momento de la escritura como muestran los oficios de los sabios (abades, podestades, scrivanos, gramatgos) cercanos a los que el público solía conocer. Igualmente la referencia a la falsedad de los judíos en boca de los rabinos es un recurso ideológico.
La obra toma de la tradición medieval el uso libre del tiempo y el espacio que dificultaría su puesta en escena. Se ha pensado por ello en que la obra se representaba en un escenario con varios niveles en los que se iban colocando los actores.

## Métrica y lengua
En la polimetría del texto predominan los alejandrinos, eneasílabos y heptasílabos. Encontramos rimas anómalas explicables por la evolución del idioma que comenzaba a diptongar ciertas vocales y que permite la neutralización de a/e y o/e. Estos rasgos hacen pensar en un autor proveniente de Francia entre los muchos clérigos de ese origen que estaban instalados en Toledo. También se ha señalado el intento del autor por escribir en una lengua general para "la heterogénea población toledana".